# Скрипник Анатолій Юрійович
Скрипник Анатолій Юрійович — український історик, краєзнавець, доктор історичних наук, доцент.

## Життєпис
Народився 12 вересня 1969 року в місті Кам'янці-Подільському Хмельницької області
1976 до 1984 року навчався у Кам'янець-Подільській середній школі № 8; у 1988 році закінчив Кам'янець-Подільський індустріальний технікум; у 1996—2001 рр. навчався на історичному факультеті Кам'янець-Подільського педагогічного університету (нині — Кам'янець-Подільський національний університет імені Івана Огієнка) м. Кам'янці-Подільському; 2003—2006 рр. здобувач у відділі історії ХІХ — початку ХХ ст. в Інституті історії України НАН України м. Київ; 2013—2016 рр. докторант кафедрі історії України Кам'янець-Подільського національного університету імені Івана Огієнка.
2007 року здобув науковий ступінь кандидата історичних наук (за спеціальністю 07.00.01 «Історія України»; з 2012 року доцент кафедри історії і філософії; 2017 року — ступінь доктора історичних наук за спеціальністю 07.00.01 «Історія України» (тема дисертації «Вплив російської військової присутності у Правобережній Україні на інкорпорацію регіону наприкінці XVIII – середини 60-х рр. XIX ст.»).
З 2005 року дійсний член «Центру дослідження історії Поділля» Інституту історії НАН України;
З 2009 року у лавах Національної спілки краєзнавців України.
З 2016 року голова громадської організації «Охорона пам'яток історії, культури, архітектури» (ГО ОПІКА) у м. Кам'янці-Подільському.
Відзнака Міністра сільського господарства і продовольства України 2009 року.
Протягом 2000—2002 рр. працював учителем історії у ЗОШ №[якій?] Кам'янця-Подільського; 2001—2006 рр. працював науковим співробітником історичного відділу Кам'янець-Подільського державного історичного музею-заповідника; з вересня 2006 до листопада 2013 року доцент кафедри історії, політології і соціології Подільського державного аграрно-технічного університету (м. Кам'янець-Подільський); з 2017—2018 рр. — доцент, завідувач кафедри фундаментальних дисциплін у Подільському спеціальному навчально-реабілітаційному соціально-економічному коледжі.
Напрям наукових досліджень: адміністративна, військова, соціальна та аграрна політика Російської імперії у Правобережній Україні наприкінці XVIII — початку ХХ ст. Загальний творчий доробок налічує дві монографії, 100 наукових та краєзнавчих статей, в тому числі й у закордонних виданнях (Польщі, Чехії, Молдови, Білорусі та Росії), 6 методичних посібників і статей з навчальних дисциплін.

## Монографії
- Скрипник А. Ю. Державні установи Подільської губернії (1793—1914 рр.): монографія / Кам'янець-Подільський: Видавець ПП Мошинський В. С., 2012. 228 с.
- Скрипник А. Ю. Російський військовий чинник у суспільно-політичному та економічному розвитку Правобережної України (1792—1865 рр.): монографія / Кам'янець-Подільський: Видавець ФОП Зволейко Д. Г., 2016. 612 с.[2]

## Підручники, навчальні посібники
- Скрипник А. Ю., Газін В. П., Завадська І .М. Навчально-методичний посібник «Історія міжнародних відносин ХХ ст.» для студентів соціально-економічних спеціальностей Рекомендовано МОНМСУ  № 1/11-10249^ Кам'янець-Подільський: ПП Мошинський В. C., 2011. 200 с.
- Скрипник А. Ю., Каденюк О. С. Методологічні засади викладання Історії України у вищих навчальних закладах // ІІІ Міжнародна наукова конференція «Сучасні напрямки викладання гуманітарних дисциплін у середніх та вищих навчальних закладах: мова, література, історія». Горлівський інститут іноземних мов. 2013.
- Скрипник А. Ю.  Совєцька Т. Г. Начально-методичні матеріали до вивчення «Аграрної історії України» для магістрантів усіх спеціальностей навчальних закладів аграрного спрямування. Кам'янець-Подільський: Інформаційно-видавничий центр ПДАТУ, 2008. 26 с.
- Скрипник А. Ю. Начально-методичні матеріали до вивчення курсу «Аграрна історія України ХХ ст.» для студентів заочної форми навчання. Кам'янець-Подільський Інформаційно-видавничий центр ПДАТУ, 2008. 38 с.
- Скрипник А. Ю. Завадська І. М. Начально-методичні матеріали до вивчення курсу «Історія міжнародних відносин» для студентів денної форми навчання. Кам'янець-Подільський: Інформаційно-видавничий центр ПДАТУ, 2008. 52 с.

### Статті у виданнях іноземних держав або України, які включені до міжнародних наукометричних баз
- Скрипник А. Ю. Участь російських військ у поділах Речі Посполитої на Правобережній Україні (1792—1795 рр.) // Наукові записки Тернопільського національного педагогічного університету імені Володимира Гнатюка. Серія: Історія / за заг. ред. проф. І. С. Зуляка. (зб. вкл. до міжн. наукометричної бази РИНЦ SCIENCE INDEX). Тернопіль: Вид-во ТНПУ ім. В. Гнатюка, 2012. Вип. 1. С. 8–11.
- Скрипник А. Ю. Репрессивные меры российских органов власти в отношении солдат-дезертиров и населения Правобережной Украины в первой половине ХІХ в. // Ученые записки УО «ВГУ им. П. М. Машерова»: сб. науч. трудов. Витебск: ВГУ им. П. М. Машерова, 2014. Т. 18. С. 82–91.
- Скрипник А. Ю. Особливості квартирування російських військ на території Правобережної України в першій половині ХІХ ст. // Наукові записки Тернопільського  національного педагогічного університету імені Володимира Гнатюка. Серія: Історія. / за заг. ред. проф. І. С. Зуляка. (зб. вкл. до міжн. наукометричної бази РИНЦ SCIENCE INDEX). Тернопіль: Вид-во ТНПУ ім. В. Гнатюка, 2014. Вип. 2. Ч. 1. С. 30–37.
- Скрипник А. Ю. Причины и опыт подчинения административно-териториальных единиц на Правобережной Украине российскому военному командованию в первой половине XIX в. // Wschodnioeuropejskie Czasopismo Naukowe. (East European Scientific Journal), Część 3. # 3. Warszawa, «Aleje Jerozolimskie 85/21, 02-001 Warszawa: Polska», 2015. S. 113—118.
- Skrypnyk A. Reasons of the Russian military class formation in the social structure of Right-Bank Ukraine in the first half of the nineteenth century // Evropsky filozoficky a historicky diskurz. Svazek 2; 1. vydání. Praha: Vydavatel Berostav Druzsnvo, 2016. P. 32–39.
- Скрипник А. Ю. Фактор военного присутствия Российской империи в Бессарабской области во второй половине XVIII — в начале XIX века. // Scientific-Researches. № 1 / гл. ред. Добронравов В. А. (журнал индексирован: Scientific Indexing Services (SIS), The Global Impact Factor (GIF), КиберЛенинка, Open Academic Journals Index (OAJI). Кишинев: Изд. Scientific-Researches, 2016. С. 3–9.
- Скрипник А. Ю. Политические и социальные предпосылки формирования российского военного сословия на Правобережной Украине в конце XVIII — в начале XIX ст. // Наука в современном мире. Иркутск: 2016. Вып. 4. С. 3–9.
- Скрипник А. Ю. Фактор военного присутствия Российской империи в Бессарабской области во второй половине XVIII — в начале XIX века. // Актуальні питання гуманітарних наук: міжвузівський збірник наукових праць молодих вчених Дрогобицького державного педагогічного університету імені Івана Франка / [ред. упорядники В.Ільницький, В.Душний, І.Замомря]. Дрогобич: Гельветика 2018. Вип. 20. Том 2. C. 23-28. Збірник включено до міжнародної наукометричної бази Index Copernicus International (Республіка Польща). Збірник індексується в міжнародних базах даних: Polish Scholarly Bibliography, Info Base Index, Research Bible, Open Academic Journals Index, Scientific Indexing Services, Inno Space, Cite Factor.

### Статті у фахових виданнях
- Скрипник А. Ю. Формування Подільської губернії як адміністративної одиниці Російської імперії на Правобережній Україні (кінець XVIII — початок ХІХ ст.). // ІІ Міжнародний науковий конгрес українських істориків «Українська історична наука на сучасному етапі розвитку». Кам'янець-Подільський — Київ — Нью-Йорк: Т. 3. — 2003. С. 45-53.
- Скрипник А. Ю. Державні установи Подільської губернії у ХІХ — на початку ХХ ст.: Історіографія проблеми. //  Проблеми історії України ХІХ — початку ХХ ст. Київ: Вид-во Інституту історії України НАН України. Вип. V. 2003. С. 17-23.
- Скрипник А. Ю. До проблеми адміністративних меж Подільської губернії наприкінці XVIII — початку ХІХ ст. // Наукові праці Кам'янець-Подільського державного університету: Історичні науки. Кам'янець-Подільський.: Оіюм, 2004. Т. 12. С. 273—281.
- Скрипник А. Ю Медичні заклади в системі державних установ Подільської губернії наприкінці XVIII — початку ХХ ст. // Наукові записки. Збірник наукових статей Національного педагогічного університету імені М. П. Драгоманова. Київ: НПУ ім. М. П. Драгоманова, 2004. Випуск LV (55). С. 284—292.
- Скрипник А. Ю  Подільський губернатор О. О. Ейлер. Спроба історичного аналізу його діяльності. // Проблеми історії України ХІХ — початку ХХ ст. Київ: Вид-во Інституту історії України НАН України. Вип. VII. 2004. С. 247—256.
- Скрипник А. Ю. Діяльність органів губернської адміністрації Поділля в добу революції 1905—1907 рр. // Історія України. Маловідомі імена, події, факти. (Збірник статей). Випуск 32. Київ: Інститут історії України НАН України. 2005. С. 163—170.
- Скрипник А. Ю. Адміністративно-територіальний устрій та органи державного управління Подільської губернії на початку ХХ ст. // Наукові праці Кам'янець-Подільського державного університету: Історичні науки. Кам'янець-Подільський: Оіюм, 2005. Т. 15. С. 381—390.
- Скрипник А. Ю. Структурна побудова та розвиток адміністративних установ Подільської губернії наприкінці XVIII — першій половині ХІХ ст. // Наукові записки: Зб. наук. пр. Київ-Хмельницький: Інститут української археографії та джерелознавства ім. М. С. Грушевського НАН України, 2006. С. 98-112.
- Скрипник А. Ю. Польська шляхта на службі в державних установах Подільської губернії ХІХ — на початку ХХ ст. // Матеріали науково-практичної конференції «Поляки на Поділлі». Хмельницький: ХНУ, 2006. С. 163—174
- Скрипник А. Ю. Становлення адміністративної системи управління Подільської губернії наприкінці  XVIII ст. // Наукові праці Кам'янець-Подільського державного університету: Історичні науки. Кам'янець-Подільський: Оіюм, 2007. Т. 17: На пошану професора В. П. Газіна. С. 165—174.
- Скрипник А. Ю. Стан справочинства в державних установах Подільської губернії наприкінці XVIII — першій половині ХІХ ст. //  Наукові праці Кам'янець-Подільського державного університету: Історичні науки. Кам'янець-Подільський: Оіюм, 2008. Т. 18: На пошану професора В. С. Степанкова. С. 205—210.
- Скрипник А. Ю. Діяльність органів губернської адміністрації у становленні та розвитку ринкових відносин на Поділлі наприкінці ХІХ — початку ХХ ст. // Український селянин: Зб. наук. праць. / За ред. А. Г. Морозова. Черкаси: Черкаський національний університет ім. Б.Хмельницького, 2008. Вип. 11. С. 256—258.
- Скрипник А. Ю. Державне реформування аграрних відносин в Подільський губернії на початку ХХ ст. //  Вісник аграрної історії. Збірник наукових праць. НУБІП. Національний університет ім. Драгоманова. Київ : 2011. Вип. 2. С. 61-66.
- Скрипник А .Ю. Участь російських військ у поділах Речі Посполитої на Правобережній Україні  (1792—1795 рр.). // Наукові записки Тернопільського національного педагогічного університету імені Володимира Гнатюка. Серія: Історія. Вип. 1. Тернопіль 2012. С. 8-11.
- Скрипник А. Ю. Дислокація російських військ на Поділлі наприкінці XVIII — на початку ХІХ ст. // Проблеми історії України ХІХ — початку ХХ ст.: зб. Київ: Ін-т історії України НАН України. 2012. Вип. ХХ. С. 229—236.
- Скрипник А. Ю. Виконання військових повинностей селянами Правобережної України наприкінці XVIII — на початку ХІХ ст. // Український селянин: зб. наук. праць / за ред. А. Г. Морозова. Черкаси: ЧНУ ім. Б. Хмельницького, 2012. Вип. 13. С. 83–85.
- Скрипник А. Ю. Селяни Поділля як об'єкт кримінальних зазіхань з боку російських військовослужбовців у ХІХ ст. // Питання аграрної історії України і Росії. зб. наук. праць / редкол.: В. В. Іваненко (відп. ред.) та ін. Дніпропетровськ: ПФ Стандарт-Сервіс, 2012. С. 65–71.
- Скрипник А. Ю. Київська губернія як стратегічний район перебування російської армії наприкінці XVIII — першій половині ХІХ ст. // Проблеми історії України ХІХ — початку ХХ ст.: зб. Київ: Ін-т історії України НАН України. 2013. Вип. ХХІІ. С. 203—216.
- Скрипник А. Ю. Газета «Подольскія Губернскія Вьдомости» — джерело інформації військового характеру на Поділлі (з 30-х рр. — до кінця 50-х рр. ХІХ ст.) // Вісник Кам'янець-Подільського національного університету імені Івана Огієнка. Історичні науки /редкол.: В. С. Степанков (відп. ред) та ін. Кам'янець-Подільський: Кам'янець-Поділ. нац. ун-т ім. І. Огієнка. 2013. Вип. 6: На пошану проф. А. Г. Філінюка. С. 501—509.
- Скрипник А. Ю. Російська мілітаризація Київщини у XVIII cт. // Регіональна історія України. зб. наук. статей /гол. ред. В. Смолій; відп. ред. Я. Верменич. Київ: Ін-т історії України НАН України. 2014. Вип. 8. С. 131—143.
- Скрипник А. Ю. Російські війська на Волині наприкінці XVIII — на початку ХІХ ст.: завдання та функції // Військово-науковий вісник. Академії Сухопутних військ імені гетьмана Петра Сагайдачного. Львів: АСВ, 2014. Вип. 22. С. 40–55.
- Скрипник А. Ю. Російська армія у військово-політичних подіях на Волині 20-х–50-х рр. ХІХ ст. // Волинські історичні записки: зб. наук. праць. Житомир: Вид-во ЖДУ ім. І. Франка, 2013. Т. 11. С. 77–83.
- Скрипник А. Ю. Становлення і розвиток системи військових торгів і аукціонів на Правобережній Україні в першій половині ХІХ ст. // Історія торгівлі, податків та мита: зб. наук. праць. Дніпропетровськ: Академія митної служби України, 2014. № 1 (9). С. 23–30.
- Скрипник А. Ю. Діяльність губернських квартирних комісій по забезпеченню розташування регулярних військ у південно-західних губерніях Російської імперії (1800—1860 рр.) // Вісник Кам'янець-Подільського національного університету імені Івана Огієнка. Історичні науки /редкол.: А. Г. Філінюк (відп. ред.) та ін. Кам'янець-Подільський: Кам'янець-Поділ. нац. ун-т ім. І. Огієнка, 2014. Вип. 7: На пошану акад. П. Т. Тронька. С. 278—288.
- Скрипник А. Ю. Місто Київ як військово-адміністративний центр у першій половині ХІХ ст. // Київ і кияни у соціокультурному просторі ХІХ — ХХІ століть: Шевченкознавчий дискурс / редкол. В. О. Огнев'юк (голова), Л. Л. Хоружа, К. О. Линьов та ін.: наук. ред. А. Л. Зінченко. Київ: Київ. ун-т ім. Б. Грінченка, 2014. С. 3–10.
- Скрипник А. Ю. Участь населення Правобережної України в транспортуванні військових вантажів російської армії (1793—1860 рр.) // Наукові праці Кам'янець-Подільського державного університету: Історичні науки. Кам'янець-Подільський: ПП. Медобори-2006, 2014. Т. 24: На пошану проф. В. А. Смолія. С. 254—262.
- Скрипник А. Ю. Політика кадрової мілітаризації місцевого управлінського апарату губерній Правобережної України в 20-х — 60-х рр. ХІХ ст. // Часопис української історії / за ред. А. П. Коцура. Київ: ФОП В. М. Гаврищенко, 2015. Вип. 32. С. 38–45.
- Скрипник А. Ю. Офіційна і обігова документація мілітарного змісту та її місце в роботі цивільних установ Київського генерал-губернаторства в 30-х — 50-х рр. ХІХ ст. // Наукові записки: зб. наук. статей. упор. Л. Л. Макаренко. Київ: Вид-во НПУ ім. М. П. Драгоманова, 2015. Вип. CXXVI (126). С. 229—239.
- Скрипник А. Ю. Шпигунська та диверсійна діяльність наполеонівських агентів у Південно-Західних губерніях Російської імперії (1806—1814 рр.) // Укр. іст. журн. Київ: Ін-т історії України НАН України, 2015. Вип. 5 (№ 524). C. 103—112.
- Скрипник А. Ю. Становлення і формування системи управлінської взаємодії адміністрацій південно-західних губерній з військовим командуванням у 1800—1812 рр. // Проблеми історії України ХІХ — початку ХХ ст: зб. Київ: Ін-т історії України, 2015. Вип. XXIV. С. 99–112.
- Скрипник А. Ю. Боротьба з дезертирством у російських військах на Правобережній Україні в середині ХІХ ст. // Глухівський національний педагогічний університет імені О. Довженка. Історичні студії суспільного прогресу / ред. кол. : Курок О. І. (гол.), Гирич Я. М. (заст. гол. ред.), Крижанівський В. М., Чумаченко О. А. (відп. ред.). Глухів: РВВ ГНПУ ім. О. Довженка, 2015. Вип. 3. С. 18–27.
- Скрипник А. Ю. Порядок та особливості звільнення офіцерів збройних сил Російської імперії у 30-х–50-х рр. ХІХ ст. // Вісник Кам'янець-Подільського національного університету імені Івана Огієнка. Історичні науки / редкол.: А. Г. Філінюк (відп. ред.) та ін. Кам'янець-Подільський: Кам'янець-Поділ. нац. ун-т ім. І. Огієнка, 2015. Вип. 8. До 25-річчя створення кафедри історії України. С. 192—200.
- Скрипник А. Ю. Участь населення Правобережної України у розбудові військової інфраструктури та постачанні продовольчих і матеріальних ресурсів до Криму (1799—1855 рр.) // Наш Крим=Our Crimea=Bizim Qirimimiz: зб. ст. / ред. кол. Г. Папакін (голова); за ред. Д. Гордієнка та В. Корнієнка. Київ: 2016. Вип. ІІ. C. 76 –83.
- Скрипник А. Ю. Законодавча база та джерела дослідження діяльності військово-судових установ на Правобережній Україні в середині ХІХ ст. // Наукові записки НаУКМА. Історичні науки / упоряд. Кірсенко М. В. Київ: ТОВ ГЛІФ МЕДІА, 2016. Т. 182. С. 24–27.
- Скрипник А. Ю. Ганебна поразка чи «піррова перемога»? (До історії російсько-турецької війни 1828—1829 рр.). // Український історичний журнал Київ: Ін-т історії України НАН України, 2017. Вип. 4 (№). C. 38–47.
- Скрипник А. Ю. За крок до катастрофи. Організація оборони Поділля під час Східної (Кримської) війни 1855—1856 рр. // Військово-науковий вісник. Академії Сухопутних військ імені гетьмана Петра Сагайдачного. Львів: НАСВ, 2018. Вип. 29. С. 57–70.

### Статті у нефахових виданнях
- Скрипник А. Ю. Шпигунська та диверсійна діяльність наполеонівських агентів у правобережних губерніях Російської імперії на передодні війни 1812 року // Наукові праці Кам'янець-Подільського національного університету імені Івана Огієнка. зб. за підсумками звітн. конф. викл., докторан. і аспір. у   3-х т. (20–21 березня 2014 р.). Вип. 13. Т. 1. Кам'янець-Подільський: Кам'янець-Поділ. нац. ун-т ім. І. Огієнка, 2014. С. 55–56.
- Скрипник А. Ю. Кам'янецька фортеця — як центр тимчасового військово-територіального утворення наприкінці XVIII — на початку XIX ст. // «Стародавній Меджибіж в історико-культурній спадщині України: архітектурна спадщина оборонних споруд Правобережної України від найдавніших часів до сьогодення» (19–20 черв. 2015 р.). Науковий вісник «Меджибіж», Меджибіж: 2015. С. 26–32.
- Скрипник А. Ю. Вплив російської мілітаризації на соціальні реалії Правобережної України у першій третині ХІХ ст. // Первый независимый научный вестник. № 9–10 / отв. ред. А. П. Антипов. Киев: Первый независимый научный вестник, 2016. С. 13–18.
- Скрипник А. Ю. Організація оборони Поділля під час Східної (Кримської) війни 1853—1855 рр. // Наукові праці Кам'янець-Подільського державного історичного музею-заповідника: зб. наук. пр. Кам'янець-Подільський: ПП Буйницький О. А., 2017. Т. 1. С. 114—123.
- Скрипник А. Ю. Особливості функціонування бюрократичної системи губернських установ у мілітарній площині на початку ХІХ ст. //  Наукові праці Кам'янець-Подільського державного історичного музею-заповідника: зб. наук. пр. — Кам'янець-Подільський: ПП Буйницький О. А., 2018. Т. 1. С. 46-53.

## Участь у конференціях
- Скрипник А. Ю. Чиновники державних установ губернського Кам'янця наприкінці XVIII — ХІХ ст. (Історико-соціологічний портрет). // Матеріали ХІ Подільської історико-краєзнавчої конференції. Кам'янець-Подільський: Оіюм, 2004. С. 443—448.
- Скрипник А. Ю. Подільські губернатори першої половини ХІХ ст. // Матеріали ХІ Подільської історико-краєзнавчої конференції. Кам'янець-Подільський: Оіюм. 2004. С. 196—200.
- Скрипник А. Ю. Функціонування місцевих органів влади Могилівського повіту Подільської губернії в умовах соціально-політичних зрушень початку ХХ ст. // Друга Могилів-Подільська краєзнавча конференція. Могилів-Подільський, Кам'янець-Подільський: Оіюм, 2006. С. 103—111.
- Скрипник А. Ю. Становлення та розвиток Проскурова як повітового центру наприкінці XVIII — у першій половині ХІХ ст. // Місто Хмельницький в контексті історії України. Хмельницький, Кам'янець-Подільський: Оіюм, 2006. / Студії Кам'янець-Подільського Центру дослідження історії Поділля. Т. 2. С. 187—192.
- Скрипник А. Ю. Військовий губернатор Кам'янця-Подільського О. А. Беклєшов (1743—1808) // Матеріали ХІІ подільської іст.-краєзн. конф. (22–23 лист. 2007 р.) /за ред. О. М. Завальнюка: Кам'янець-Подільський: Оіюм, 2007. Т. 1. С. 388—393.
- Скрипник А. Ю. Військовий губернатор Кам'янця-Подільського І. В. Гудович (1741—1820) // Матеріали ХІІІ подільської іст.-краєзн. конф. (18–19 лист. 2010 р.) / 80-річчю І. С. Винокура. Кам'янець-Подільський: Оіюм, 2010. С. 295—302.
- Скрипник А. Ю. Кам'янець-Подільський як військово-адміністративний центр наприкінці XVIII — на початку ХІХ ст. // IV міжн. наук-практ. конф. «Кам'янець-Подільський в контексті українсько-європейських зв'язків» (17–18 травня 2012 р.). Кам'янець-Подільський: Кам'янець-Поділ. нац. ун-т ім. І. Огієнка, 2012. С. 53–55.
- Скрипник А. Ю. Виконання військових повинностей селянами Правобережної України наприкінці XVIII — на початку ХІХ ст. // ІХ Всеукр. симпозіум з проблем аграрної історії. (20–21 верес. 2012 р.). Черкаси: ЧНУ ім. Б. Хмельницького, 2012. С. 137—139.
- Скрипник А. Ю. Кам'янецька область як військово-адміністративна одиниця на Поділлі наприкінці XVIII ст. // Всеукр. наук-краєзн. конф. «Хмельниччина в контексті історії України». (21–22 верес. 2012 р.). Хмельницький: Хмельницька обласна рада, 2012. С. 46 –53.
- Скрипник А. Ю. Матеріали діяльності військово-судових установ Подільської губернії у фондах Державного архіву Хмельницької області // Всеукр. наук.-теор. конф. «Сучасні засоби збереження документів та нові методологічні підходи до наукових досліджень і застосування документів Національного архівного фонду України». наук. зб. Кам'янець-Подільський: Кам'янець-Поділ. нац. ун-т ім. І. Огієнка, 2012. С. 200—204.
- Скрипник А. Ю. Використання частин російської армії для охорони південно-західного кордону імперії наприкінці XVIII — першій половині ХІХ ст. // Матеріали XIV подільської наук. іст.-краєзн. конф. (14–15 лист. 2014 р.) / Копилов С. А. (співгол.), Реєнт О. П. (співгол.), Л. В. Баженов (відп. ред.) та ін. Кам'янець-Подільський: ФОП Сисин О. В., 2014. С. 146—156.
- Скрипник А. Ю. Становлення і розвиток системи військових торгів і аукціонів на Правобережній Україні в першій половині ХІХ ст. // VIII міжн. наук. конф. «Історія торгівлі, податків та мита». Дніпропетровськ: Академія митної служби України, . 47–48.
- Скрипник А. Ю. Звітна і законодавча документація військового характеру — як складова бюрократичної роботи цивільних установ Київського генерал-губернаторства у 30-х — 50-х рр. ХІХ ст. // ХІІІ міжн. наук.-практ. конф. «Шевченківська весна — 2015: історія» (1–3 квіт. 2015 р.) / редкол.: проф. І. К. Патриляк (гол.), доц. А. О. Руккас (заст. гол.), О. Р. Магдич (відп. ред.). Київ: Логос, 2015. С. 352—355.
- Скрипник А. Ю. Репресивні заходи російських повітових органів влади щодо солдат-дезертирів та місцевого населення в першій половині ХІХ ст. // Каразінські читання (історичні науки). Тези доп. 68-ї міжн. конф. (24 квіт. 2015 р.). Харків: ХНУ ім. В. Н. Каразіна, 2015. С. 150—151.
- Скрипник А. Ю. Полки і з'єднання російського війська на теренах Волинської губернії у 20-ті — 30-ті рр. ХІХ ст. // Міжн. наук.-практ. конф. «Суспільні науки: історія, сучасність, майбутнє» (8 трав. 2015 р.). Київ: ГО «Київська наукова суспільнознавча організація», 2015. С. 40–43.
- Скрипник А. Ю. Адаптація відпускних військовослужбовців російської армії до суспільного простору Правобережної України в  20-х — 30-х рр. ХІХ ст. // Матеріали міжн. наук.-практ. конф. «Osobowosci, Spoleczenstwo, Polinyka» (OSP — 2015). (20–21 maj 2015 r.) /за ред. С. Терепищого, В. Грасимовича, О. Познія. Lublin: Wydavnictvo Naukowe Wyzsza Szkola Ekonomii i Innowacji w Lubline: . 140—144.
- Скрипник А. Ю. Результаты оптимизации царем Александром І системы материального снабжения регулярных войск на Правобережной Украине в начале ХІХ века // Международная научная конференция «Александр I. Трагедия реформатора: люди в судьбах реформ, реформы в судьбах людей» (15–16 сентяб. .). Санкт-Петербург: Санкт-Петербург.  ин-т истории РАН, Ин-т истории Санкт-Петербург. гос. ун-та, Междун. благотвор. фонд им. Д. С. Лихачева, 2015. С. 89–94.
- Скрипник А. Ю. Квартирні комісії — як підрозділи міського управління у містах і містечках Поділля в першій половині ХІХ ст. // Наукова конференція «Міста і містечка Поділля від доби Середньовіччя до початку ХХ ст.»: матер. наук. конф. 24–25 верес. 2015 р. Обл. краєзн. музей. Вінниця: Нілан-ЛТД, 2016. С. 238—242.
- Скрипник А. Ю. Участь населення Правобережної України у розбудові військової інфраструктури та постачанні продовольчих і матеріальних ресурсів до Криму (1799—1855 рр.) // Друга міжн. наук. конф. «Крим в історії України», присвячена 160-й річниці капітуляції Росії у Кримській війні 1853—1856 рр." (8 жовт. 2015 р.). Київ: Ін-т української археографії та джерелознавства ім. М. С. Грушевського НАН України, 2015. С. 76–83.
- Скрипник А. Ю. Могилів на Дністрі — як військовий форпост російської армії в першій половині ХІХ ст. // П'ята Могилів-Под. наук-краєзн. конф. (16–17 жовт. 2015 р.). Могилів-Подільський — Вінниця: ПП Балюк І. Б., 2015. С. 139—147.
- Скрипник А. Ю. Російські війська на Південно-Східній Волині наприкінці  XVIII — першій половині ХІХ ст. // Міжн. наук.-краєзн. конф. «Південно-Східна Волинь: від давнини до сьогодення» (19 листоп. 2015 р.) / ред. кол. Баженов Л. В. (гол.), Єсюнін С. М. (співгол., відп. ред.), Сміховський В. В. (відп. секр.) та ін. Шепетівка: ПП Мельник А. А., 2015.        С. 98–104.
- Скрипник А. Ю. Создание милитарных административно-территориальных единиц на Правобережной Украине в первой половине ХІХ века // Міжн. наук.-практ. конф. «Теоретичні, методологічні і практичні проблеми соціології, історії та політології». (20–21 листоп. 2015 р.). Херсон: Вид. дім Гельветика, 2015. С. 72–77.
- Скрипник А. Ю. Створення та діяльність мережі наполеонівських агентів на Правобережній Україні (1806—1814 рр.) // Міжн. наук.-практ. конф. «Пріоритети сучасних суспільних наук в трансформаційних умовах»(27–28 листоп. 2015 р.). Львів: ГО «Львівська фундація суспільних наук», 2015. С. 86–90.
- Скрипник А. Ю. Милитаризация Российской империей Бессарабской области в конце XVIII — первой половине ХІХ в. // Всеукр. наук. конф. «Актуальні проблеми розвитку освіти і науки в умовах глобалізації» (4–5 груд. 2015 р.) / наук. ред. О. Ю. Висоцький. Дніпропетровськ: Роял Принт, 2016. Ч. ІІ. С. 158—160.
- Скрипник А. Ю. Розробка та втілення законодавчої бази щодо кримінальних покарань в російській армії у першій половині ХІХ ст. // Міжн. наук.-практ. конф. «Суспільні науки: проблеми та досягнення сучасних досліджень» (4–5 груд. 2015 р.). Одеса: ГО «Причорноморський центр досліджень проблем суспільства», 2015. С. 36–39.
- Скрипник А. Ю. Причини появи російського військового прошарку в соціальній структурі Правобережної України у ХІХ ст. // Х-я науч.-практ. конф. «Развитие науки в ХХІ веке». сб. статей. 1 ч. (15 февр. 2016 р.). Харьков: Научн-инф. центр «Знание», 2016. С. 106—112.
- Скрипник А. Ю. Зміни порядку квартирування російських військ у Київському генерал-губернаторстві в 50-х–60-х рр. ХІХ ст. // Матеріали міжн. наук.-практ. конф. «Людське співтовариство: актуальні питання наукових досліджень». (19–20 лют. 2016 р.). Дніпропетровськ: НО «Відкрите суспільство», 2016. С. 42–45.
- Скрипник А. Ю. Крадіжки військового майна інтендантськими чиновниками в першій половині ХІХ ст. // Матеріали ІІ міжн. наук. конф. «Історико-краєзнавчі дослідження: традиції та інновації». Ч. І. (24–25 берез. 2016 р.) / за ред. В. С. Бугрія. Суми: ФОП Цьома С. П., 2016. С. 61–64.
- Скрипник А. Ю. Створення законодавчого базису для уніфікації кримінального права в російській армії у ХІХ ст. // Наук. конф. викл., докторан. і аспір. за підсумками НДР у 2015 р. Кам'янець-Подільський: Кам'янець-Поділ. нац. ун-т ім. ім. І. Огієнка, 2016. Вип. 15. Т. 1. С. 38–39.
- Скрипник А. Ю. Фортифікаційні укріплення та гарнізон міста Києва у першій половині ХІХ ст. // Археологія & Фортифікація України. зб. мат-лів VI міжн. наук.-практ. конф./редкол.: О. О. Заремба (відп. ред.) та ін. (5 жовт. 2016 р.). Кам'янець-Подільський: ПП Буйницький О. А., 2016. С. 280—284.
- Скрипник А. Ю. Українська жінка у російському мілітарному середовищі Правобережної України в першій половині ХІХ ст. // І міжн. наук. форум «Українська жінка у національному та глобальному просторі: історія, сучасність, майбутнє» (24–25 листоп. 2016 р.) / заг. ред. С. Щудло. Дрогобич: ТРЕК ЛТД. 2016. С. 143—145.
- Скрипник А. Ю. Нові шляхи перспективи патріотичного виховання дітей з особливими освітніми потребами. // І-ша Міжнародна науково-практична конференція «Інновації партнерської взаємодії освіти, економіки та соціального захисту в умовах інклюзії та прагматичної реабілітації соціуму» (24-25 квітня 2017 р.) / редкол.: Тріпак М. М. (голова), Кам'янець-Подільський: ПСНРСЕК. — 2017. С. 154—156.
- Скрипник А. Ю. Спротив польських землевласників економічному диктату російської влади у 1803—1842 рр. // Міжнародна наукова конференція «Україна — Польща: історичне сусідство»  (18-19 травня 2017 р.) / ред. кол. : Ю. А. Зінько, О. А. Мельничук та ін. — Вінниця: ТОВ «Нілан-ЛТД», 2017. С. 142—145.
- Скрипник А. Ю. Російська імперська військова присутність на Житомирщтні у 20-ті — 30-ті рр. ХІХ ст. // Всеукраїнська науково-краєзнавча конференція «Житомирщина: події і люди» (22-23 вересня 2017 р.). Вип. 56. / упоряд. П. С. Скавронський. — Бердичів: ФОП Мельник М. В., 2017. С. 81-86.
- Скрипник А. Ю. Становлення та діяльність квартирних комісій як органів врядування у містах Поділля в першій половині ХІХ ст. // Науково-краєзнавча конференція з міжнародною участю «Хмельниччина: історія та сучасність» (27 вересня 2017 р.) / Ред. кол. Баженов Л. В. (голова), Єсюнін С. М. (співголова, відповід. редактор) та ін. — Хмельницький, 2017. С. 76-80.
- Скрипник А. Ю. «Бандити в погонах». До проблеми організованої злочинності на Поділлі у середині ХІХ ст. // XV Подільська наукова історико-краєзнавча конференція (16-17 листопада 2017 р.). / редкол.: Копилов С. А. (співголова), Реєнт О. П. (співголова), Баженов Л. В. (відп. ред.) та ін.). — Кам'янець-Подільський: ФОП Сисин О. В., 2017. С. 158—162.
- Скрипник А. Ю. Методологічний вимір викладання Політології бакалаврам спеціальності «Соціальна робота» // ІІ-га Міжнародна науково-практична конференція «Інновації партнерської взаємодії освіти, економіки та соціального захисту в умовах інклюзії та прагматичної реабілітації соціуму» (26-27 квітня 2018 року). / редкол.: Тріпак М. М. (голова), Коркушко О. Н. (заступн. гол. ред.) та ін. — Кам'янець-Подільський: ПСНРСЕК. 2018. С. 154—156.
- Скрипник А. Ю. Функціонування системи постачання для міліарної інфраструктури міст Північного Причорномор'я наприкінці XVIII — у першій половині ХІХ ст. // Південь України у вітчизняній та європейській історії: матеріали  IV Міжнародної науково-практичної конференції: зб. наук. праць, (13-14 вересня 2018 р., м. Одеса) / ред. кол.: В. Л. Цубенко (гол. ред..) та ін. — Одеса: Єкологія, 2018. — С. 33-39.